# 영순충목
영순충목(Nektaspida, Nektaspia. →수영하는 방패) 또는 나라오이아목(Naraoiida)은 비광물화된 우지류 절지동물의 멸종한 목들 중 하나이다. 캄브리아기 초기에서 실루리아기 후기에 걸쳐 살았던 것으로 알려져 있다. 원래는 외관상 삼엽충을 닮아 삼엽충강의 일종으로 분류되어 있었으나, 현재는 우지동물 내 삼엽충아문의 구성원으로서 근연목으로 위치해 있다. 영순충목은 세 가지의 주요 과로 나누어진다: 나라오이아과, 리위아과, 에무카리스과.

## 명명 역사 및 분류 배치
영순충목은 원래 1920년에 P. E. 레이먼드가 '넥타스피아'(Nektaspia)라는 이름으로 제안한 것이다. 스퇴르머(Størmer)가 다른 삼엽충목의 이름들과 일치시키고자 1959년 《무척추동물 고생물학 논문집》에서 이를 '넥타스피다'(Nectaspida)로 교정하였다. 위팅턴이 1985년에 이를 다시 수정한 '넥타스피다'(Nektaspida)로 논문에 기재했으며 레이먼드 및 포티(Fortey)가 기재한 1997년 개정 논문에서는 지금의 다른 논문들처럼 이 용어를 사용한다. Whittington (1985)의 논문에서는 삼엽충강에 이 목이 들어가 있다. Cotton & Braddy (2000)의 논문에서는 삼엽충이 들어간 새로운 '삼엽충류 계통'에 배치하여 삼엽충강과 영순충목의 근연성을 인식시킨다. 그러나 이를 위해서는 삼엽충처럼 보이는 속을 포함해야 하는데, 이전에는 절지동물문의 협각아문의 하위 분류군에 속하는 줄기군에 속했다. 그러나 현재 삼엽충과 그 근연들을 포함하는 분류군인 우지동물의 일부로 간주되고 있다.

## 해부 특징

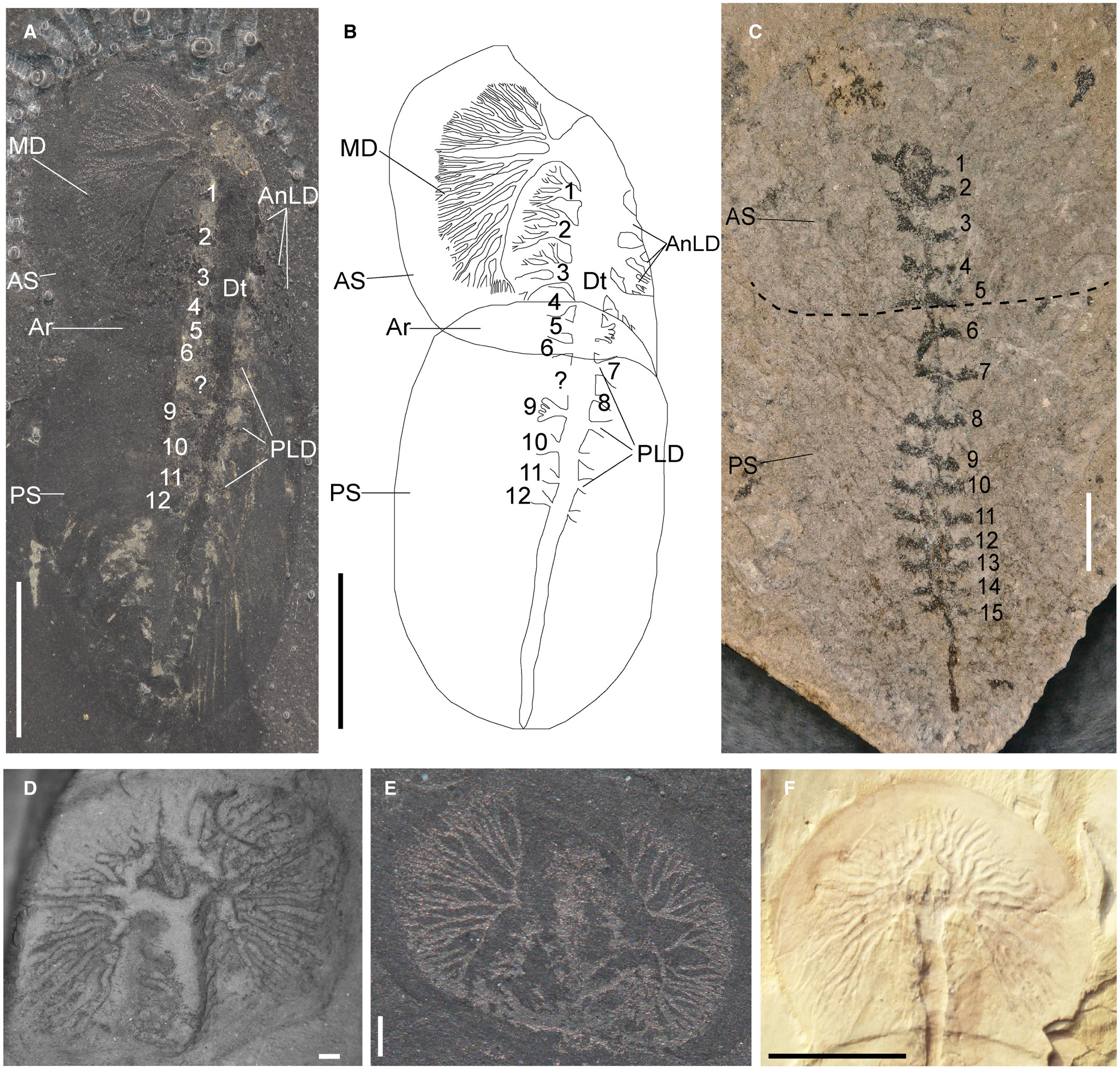
다양한 나라오이아류 종들의 소화계

영순충목은 일곱 가지 형태적 특징으로 묶이는데, 퇴화하거나 없어진 옆눈, 부유형 부착물이 있는 하구체, 합쳐지지 않은 체간 등판들 사이로 아주 넓게 겹쳐진 관절, 옆가시를 형성하지 않는 합쳐진 옆판이 있다. 이 무리의 보존된 연조직은 영순충목과 리위아과의 머리방패에 분지된 소화샘이  들어있는 것이 보인다. 나라오이아과는 외골격이 주로 두 개의 큰 방패로 구성되어 있으며, 하나의 관절부을 가지고 있다.

## 생태
영순충목은 부드러운 몸을 가진 먹이를 기회주의자처럼 포식하고 스케빈징하는 저생성 생물로 여겨지며, 다리에 가시와 같은 내돌기로 연체성의 먹이를 섭취하기 전에 잘게 부수었을 것이다. 영순충의 일부 종들 간의 장 형태 차이는 일부 종들이 간헐적으로만 먹이를 먹는 반면, 다른 종들은 규칙적으로 먹이를 먹는다는 것을 시사한다.

## 진화사
영순충목은 캄브리아기, 특히 캄브리아기 제2세에 처음으로 등장해 가장 많은 다양화를 이루었다. 에무카리스과는 곤드나와 동부 (지금의 오스트레일리아)와 남중국 주변의 캄브리아기 제2세 지층에서만 발견되었다. 나라오이아과는 캄브리아기 제2세 및 이후 먀오링세 동안 로렌시아와 남중국의 저위도 지역에서 다양화를 이루었다. 리위아과는 캄브리아기에 발티카 대륙에서 처음 모습을 드러냈으며, 이 시기 동안 이 밖의 다른 주요 캄브리아기 퇴적층에서는 발견되지 않지만 오르도비스기 동안 곤드와나 남부의 고위도 지역에 널리 퍼졌다. 영순충목에서 가장 연대가 어린 구성종은 캐나다 온타리오의 베르티에 누층 (Bertie Formation)에서 발견된 로렌시아의 Naraoia bertensis(나라오이아과)로 실루리아기 후기에 나타났다.

## 사진
- 미스저우이아의 복원도
- 분류 불명의 영순충류 부에나스피스의 등갑이 그려진 삽화
- 에무카리스과의 캉가카리스 (왼쪽의 파란색)와 에무카리스 (오른쪽의 노란색) 복원도
- 샤르데냐 섬에서 발견된 오르도비스기의 리위아과인 타리코이아
- 나라오이아과의 프세우도나라오이아의 복원도
- Misszhouia longicaudata의 화석